# Diplocephalus montanus
Diplocephalus montanus là một loài nhện trong họ Linyphiidae.
Loài này thuộc chi Diplocephalus. Diplocephalus montanus được Kirill Yuryevich Eskov miêu tả năm 1988.